# Estadio Óscar Suman Carrillo
El Estadio de la Universidad de Panamá o Estadio Óscar Suman Carrillo es un estadio de fútbol, localizado en el Distrito de Panamá, dentro de las instalaciones de la Universidad de Panamá, cuya capacidad es de aproximadamente 1,000 plazas. Es el estadio donde juega de local el equipo Águilas de la Universidad de Panamá.
Este estadio ha sido utilizado por diferentes equipos de la Liga Panameña de Fútbol como su sede, como mínimo en algún partido oficial, por clubes como CD Plaza Amador, Chorrillo FC (hoy en día CD Universitario), Tauro FC, Sporting San Miguelito y Chepo FC (este último desaparecido). Actualmente se mantiene en proceso de remodelación.

## Historia
El complejo deportivo fue construido para el desarrollo de los atletas y alumnos de las diferentes facultades, así como para la realización de los diferentes eventos en los que se vea involucrado la Universidad de Panamá (CODICADER, Liga Universitaria, etc.).

## Nombre
Su nombre se debe al profesor de la Universidad de Panamá y ex director técnico de la Selección de fútbol de Panamá, Óscar Suman Carrillo.

## Características
- Cuenta con un césped sintético con medidas 100 m de largo x 68 m de ancho.
- Cuenta con una pista de atletismo, la cual es utilizada por los estudiantes de la Facultad de Ciencias de La Salud.
- Cuenta con unas graderías de cemento techadas.
- Cuenta con camerinos para jugadores y árbitros.
- Cuenta con torres de iluminación, por lo cual se pueden realizar partidos de noche.